# Gerbillus tarabuli
Gerbillus tarabuli (Піщанка Тарабули) — вид родини мишеві (Muridae).

## Поширення
Алжир, Чад, Лівія, Малі, Мавританія, Марокко, Нігер, Туніс. Він проживає в піщаних пустелях і напівпустелях; також — у степу в прибережних зонах. 